# Дранівський Ярослав Васильович
Ярослав Васильович Дранівський (псевдо: «Ярко»; нар. 1928, Трускавець, нині Львівська область — пом. 29 березня 1948, Губичі, нині Борислав, Львівська область) — український військовик, лицар Золотого хреста бойової заслуги 1 класу.

## Життєпис
Ярослав Дранівський народився у 1928 році в місті Трускавець. Вояк боївки референта СБ Дрогобицького районового проводу ОУН Романа Різняка-«Макомацького». Разом з Різняком-«Макомацьким» Ярослав Дранівський-«Ярко» влітку 1946 року супровожували  закордон кур'єра ЗЧ ОУН Ірину Савицьку-«Бистру».
Загинув 29 березня 1948 року під час бою з військами МВС та Бориславського МВ МДБ у селі Губичі Дрогобицького району Дрогобицької області.

## Нагороди
Наказом Головного військового штабу УПА ч. 2/50 від 30.07.1950 р. відзначений Золотим хрестом бойової заслуги УПА 1 класу.